# Купер, Кевин
Кевин Купер (англ. Kevin Cooper; 8 января 1958, Питтсбург, Пенсильвания) — американский осужденный убийца, который был обвинён в убийстве четырех человек на территории штата Калифорния и в 1985 году приговорён к смертной казни. Свою вину Купер не признал и на протяжении последующих десятилетий  настаивал на своей непричастности к совершению преступлений. За годы заключения ему удалось привлечь к своему уголовному делу внимание общественности. Дело Купера получило общественный резонанс из-за массовой огласки в СМИ, после того как появились факты о фальсификации доказательств виновности Купера прокуратурой округа Сан-Бернардино, благодаря чему виновность Купера даже спустя десятилетия после его осуждения ставится под сомнение и оспаривается многими правозащитными организациями и многими общественными деятелями. Купер считается одним из самых известных заключенных в США

## Биография
Кевин Купер, урожденный как Ричард Гудман родился 8 января 1958 года в городе Питтсбург, штат Пенсильвания. Через два месяца после его рождения, его биологическая мать отказалась от него и сдала его в детский дом. В 1964 году Купер был усыновлен семейной парой Мелвином и Эстер Купер, которые дали ему свою фамилию и переименовали его в Кевина. Приемные родители придерживались авторитарного стиля воспитания детей, вследствие чего Купер в конце 1960-х впал в состояние конфликта с ними. На протяжении детства и юношеских лет Кевин подвергался агрессии и насилию со стороны своего приемного отца, благодаря чему часто сбегал из дома и много времени проводил на улице в обществе маргинальных личностей, при содействии которых он вскоре бросил школу и начал вести криминальный образ жизни.
В 1970-х Купер несколько раз подвергался арестам за совершение краж и мелких правонарушений, но получал в качестве уголовных наказаний незначительные сроки лишения свободы и находился на облегченных условиях содержания, по причине чего до 1983 года ему удавалось совершать побеги из исправительных учреждений 12 раз.  В конце 1970-х Купер был арестован по обвинению в похищении и изнасиловании несовершеннолетней девушки, которая стала свидетелем незаконного проникновения и кражи, которое совершил Купер в Питтсбурге. Во время изнасилования он угрожал девушке убийством. В конечном итоге Купер был осужден, но получил условно-досрочное освобождение и вышел на свободу в середине 1982 года. После освобождения, в августе 1982 года он вскоре снова был арестован за совершение кражи. Во время расследования Купер симулировал психическое расстройство, благодаря чему был подвергнут судебно-психиатрическому освидетельствованию в  психиатрической клинике «Mayview State Hospital», расположенной в Питтсбурге, откуда из-за ненадлежащего исполнения обязанностей персонала клиники - сбежал в октябре того же года.
В конце 1982 года Кевин Купер, используя псевдоним Дэвид Траутман, покинул территорию штата Пенсильвания и переехал на территорию штата Калифорния, где в январе 1983 года в Лос-Анджелесе совершил несколько ограблений и был арестован. Он был осужден и получил в качестве наказания 4 года лишения свободы,  после чего весной он был этапирован для отбытия уголовного наказания в тюрьму «California Institution for Men», расположенную в городе Чино, где он находился под именем Дэвид Траутман. Из-за отсутствия дисциплинарных взысканий и правонарушений, Купер вскоре был переведен  на облегченные условия содержания в секцию минимальной безопасности. В мае того же года его настоящее имя было установлено, благодаря чему администрация штата Пенсильвания начала подавать документы об его экстрадиции. Узнав об этом, 2 июня 1983 года Купер при наличии минимального числа персонала охраны, улучив момент проделал отверстие в тюремном ограждении, пролез через него и покинул территорию тюрьмы, совершив таким образом очередной побег.

## Убийства в Чино-Хилс
Утром 5 июня 1983 года в одном из домов, расположенных в городе Чино-Хиллс были обнаружены мертвыми 41-летние Дуглас и Пегги Райен, их 10-летняя дочь Джессика и 11-летний Кристофер Хьюз, который был другом детей Райен. Сын Дугласа и Пегги Райен - 8-летний Джошуа сумел пережить нападение и остался в живых, получив несколько колото-ножевых ранений в область головы и шеи, переломы ребер, ключицы и сотрясение головного мозга. Жертвы были обнаружены отцом Кристофера Хьюза, который явился в дом Райенов с целью забрать сына. В ходе осмотра места преступления, полицией было установлено что все жертвы были убиты с помощью ледоруба, ножа и небольшого топора. Из дома не было похищено ничего, представляющего материальную ценность, но был похищен автомобиль Дугласа Райена, который был обнаружен  несколько дней спустя в городе Лонг-Бич, (штат Калифорния) на расстоянии 50 миль к юго-западу от Чино-Хилс. Во время расследования убийств полицией были найдены свидетели, которые заявили что незадолго до массового убийства, в пустом доме, который сдавался в аренду и был расположен на расстоянии менее 100 метров от дома Дугласа Райена -  на протяжении нескольких дней проживал молодой чернокожий мужчина неопрятного вида. В ходе осмотра комнат этого дома, полицией были обнаружены пятна крови, остатки еды, одежда с пятнами крови и отпечатки пальцев, которые в результате криминалистическо-дактилоскопической экспертизы позволили установить личность Кевина Купера, который к тому времени находился в розыске за совершение побега. Распечатка телефонных звонков из дома, где проживал подозреваемый позволила установить, что 3-го и 4-го июня он совершил несколько телефонных звонков двум своим подругам в Питтсбург и Лос-Анджелес, прося выслать ему денег, благодаря чему личность Купера была подтверждена. Купер был объявлен основным подозреваемым в совершении массового убийства. Убийство четырех человек вызвало моральную панику среди жителей города, вследствие чего в последующие недели в Чино-Хилс был зафиксирован рекордный  рост продаж оружия, дверных замков, сторожевых пород собак, а уровень доверия женщин и девушек по отношению к незнакомцам резко снизился.

## Арест
Кевин Купер был арестован 30 июля 1983 года полицией округа Санта-Барбара недалеко от острова Санта-Круз по обвинению в совершении изнасилования девушки. В ходе расследования полицией было установлено, что Купер 5 июня 1983 года покинул Чино-Хилс. Ему удалось пересечь государственную границу между США и Мексикой незамеченным, после чего в тот же день он появился в городе Тихуана, расположенном на расстоянии 130 миль от Чино-Хилс. Купер поселился в одном из отелей города примерно в 16:30 5 июня, о чем свидетельствовали документы, впоследствии предоставленные полиции администрацией отеля. Спустя некоторое время Кевин покинул Тихуану и переехал в город Энсенада, где 10 июня , используя псевдоним «Энджел Джексон» познакомился с американской супружеской парой Оуэном и Анджеликой Хэнди, владевшими парусной яхтой, которые предложили Кевину должность матроса на яхте, на что он ответил согласием. На протяжении семи последующих недель Купер путешествовал вместе с супружеской парой  по побережьям Нижней Калифорнии и Южной Калифорнии. В конце июля 1983 года Оуэн Хэнди поставил яхту на якорь неподалеку от побережья острова Санта-Крус, где также неподалеку стояла на якоре еще одна яхта, владельцами которой были супружеская пара из Северного Голливуда, которая пригласила супругов Хэнди и Купера на рыбную ловлю, которая состоялась на их яхте вечером 29 июля. Согласно показаниям жертвы изнасилования, после мероприятия, Купер вернулся на их яхту около 4:30 утра, где угрожая ножом изнасиловал ее и угрожал убить ее мужа, после чего вернулся на яхту Хэнди. Оказавшись в полицейском участке жертва изнасилования увидела объявление о розыске Купера по подозрению в совершении массового убийства в Чино-Хилс и уверенно опознала его по фотографии, после чего полиция и сотрудники береговой охраны отправились на его поиски. Увидев появление сотрудников правоохранительных органов, Купер покинул яхту супругов Хэнди и попытался вплавь добраться до берега с целью избежать ареста, но он был обнаружен и вытащен из вод тихого океана на расстоянии нескольких сотен метров от места стояния яхты.

## Суд
Обвинения были предъявлены Кевину Куперу 1 августа 1983 года, но он не признал себя виновным. Предварительные слушания по делу Купера начались 9 ноября 1983 года с обсуждения места проведения судебного процесса в присутствии окружного прокурора округа Сан-Бернардино Денниса Коттмайера , его заместителя Джона Кочиса  и адвоката Купера - Дэвида Негуса, который был предоставлен ему государством. 13 марта 1984 судья Ричард Гарнер удовлетворил ходатайство адвоката Кевина Купера об изменении места проведения суда из-за чрезмерной и неблагоприятной публичной огласки в округе Сан-Бернардино, в то время как окружной прокурор Коттмайер и его заместитель выступали против. 18 апреля 1984 Судебный совет штата Калифорния  предоставил судье Ричарду Гарнеру возможность  выбрать для судебного разбирательства округа Сан-Диего, Лос-Анджелес, Сакраменто или Аламеда, после чего 23 апреля того же года местом проведения судебного процесса был выбран округ Сан-Диего к неудовольствию адвокатов Кевина Купера. Отбор членов жюри присяжных заседателей начался 
12 сентября 1984 года, после чего судебный процесс над Кевином Купером был открыт 23 октября 1984 года.
Доказательства, использованные для осуждения Купера, включали следующее:
- Пуговица цвета хаки, идентичная пуговицам на куртках заключенных тюрьмы «California Institution for Men», где отбывал уголовное наказание Купер, была найдена в спальне дома, где  Купер скрывался после побега. На пуговице было обнаружено пятно крови, которое могло исходить либо от Купера, либо от жертв[17].

- В туалете и спальне дома, где прятался Купер - был обнаружен фрагмент окровавленной веревки, который был похож на ту, которая была найдена полицией после совершения убийств на подъездной дорожке к дому Райена[18].

- Судебно-медицинский тест  для выявления  засохших или замытых пятен крови с помощью реагента «люминол», показал наличие кровавых следов обуви в ванной комнате и коридоре, ведущем в спальню дома, где спал Купер[19].

- Волосы, похожие по цвету и структуре на волосы Джессики Райен, были обнаружены в раковине ванной комнаты дома, где скрывался Купер. Другой фрагмент волос, обнаруженный  в ванной комнате по версии следствия  был идентичен волосам убитого Дугласа Райена[20].

- Топор со следами крови и волос, который по версии следствия был использован преступником во время убийств был обнаружен 5 июня 1983 года на обочине дороги недалеко от места совершения убийства. Предыдущий арендатор дома, где скрывался Купер, после его ареста опознал топор и заявил полиции о том, что он  находился в доме. В ходе расследования в доме был обнаружен лишь чехол от топора, вследствие чего прокуратура округа Сан-Бернардино использовала факт отсутствия топора как очередное доказательство виновности Купера, несмотря на то что на поверхности топора не было обнаружено никаких отпечатков пальцев[21][22].

- Охотничие ножи  с длиной лезвия 11 дюймов и ледоруб, которые были использованы в качестве орудий убийств также находились в доме, где скрывался Купер, но в ходе осмотра комнат они обнаружены не были кроме ножен ножа в спальне, вследствие чего по версии следствия только Купер мог похитить их и совершить при помощи их убийства, так как следов обнаружения других людей в доме, где находился Кевин Купер перед совершением массового убийства - обнаружено не было[23].

- Отпечатки обуви фирмы «ProKed Tennis Shoe», соответствующие размеру и протектору обуви, выданной Куперу в тюрьме «California Institution for Men», были обнаружены в комнатах дома, где скрывался Купер и в разных частях дома Райена. В качестве свидетелей обвинения на судебном процессе выступили Раймонд Луи Арджо, директор по организации досуга в тюрьме и Дональд Бейли, тюремный врач. Ардж заявил суду что Куперу выдали специальные теннисные туфли вместо обычных тюремных на основании медицинских противопоказаний. Доктор Бейли, подтвердил его показания, заявив что основания для этого были получены  в ходе медицинского освидетельствования Кевина Купера весной 1983 года, во время которого на его левой ноге было обнаружено множество мозолей[24].
- Табак, который бесплатно выдавался осужденным в тюрьме «California Institution for Men» и был недоступен в розничной торговле, был обнаружен в машине Райена и спальне дома, где проживал Купер[25].

- В автомобиле Дугласа Райена был найден фрагмент лобковых волос и пятно крови, которые по версии следствия соответствовали убийце и одной из жертв соответствовано. Согласно результатом судебно-медицинского освидетельствования, прокуратура округа Сан-Бернардино утверждала что лобковые волосы по структуре и цвету принадлежали мужчине афроамериканского происхождения.
- Единственная выжившая жертва - 8-летний Джошуа Райен дал на суде противоречивые показания. В своих первоначальных показаниях, которые он дал полиции 14 июня 1983 года после того как его состояние стабилизировалось и он был способен сотрудничать с правоохранительными органами, Джошуа заявил, что за день до убийств к его отцу приходили трое мужчин-мексиканцев в поисках работы, которые после разговора с Дугласом Райеном ушли. Мальчик не опознал Купера в качестве убийцы, заявив что видел человека, который напал на его мать только со спины. Он предположил, что убийц был трое и они предположительно являлись теми мужчинами-мексиканцами, которые посещали его дом за день до трагедии, но заявил что помнит всего лишь одного нападавшего. Эти показания были подтверждены бабушкой мальчика и тремя помощника шерифа округа Сан-Бернардино[26][27], во время судебного процесса  Джошуа Райен изменил свои показания, заявив что ничего не может вспомнить о нападавшем или их количестве[28].
- В машине Райена были обнаружены окурки со следами слюны, группа крови которой соответствовала группе крови Кевина Купера.

Сам Купер отрицал свое причастие к совершению массового убийства. Он вынужденно признал факт побега  из тюрьмы и нахождение в доме, который сдавался в аренду по соседству с домом Райена, но заявил что не подходил к дому, где проживали жертвы убийства и даже не видел его. Он настаивал на том что подошел к пустующему дому недалеко от дома Райенов  вечером 2 июня 1983 года он наткнулся на пустующий дом и постучался в дверь. После того как ему никто не ответил, Купер обнаружил что входная дверь не заперта и вошел внутрь, где с помощью фонарика осмотрел комнаты, после чего выстирал свою тюремную одежду и лег спать. Во время дачи показаний, он точно воспроизвел по памяти планировку дома, но заявил что холодного оружия, которое по версии следствия он использовал в качестве орудий убийств - в доме не было. Время отъезда Купера являлось решающим моментом в судебном процессе по делу об убийствах, поскольку прокуратура не представила никаких очевидных доказательств его виновности. Согласно свидетельствам Купера, следующие два он провел в доме и покинул его утром 4 июня после того как позвонил своему другу в Питтсбург вечером 3 июня. Купер заявил, что решил отправиться в Мексику после просмотра телевизионной рекламы по телевизору, рекламирующей  «двух- или трехдневный отпуск в Мексике», после чего он автостопом уехал из города и находился за пределами Чино-Хилс во время совершения преступлений, так как по версии следствия убийства произошли поздно вечером того же дня или в ранние утренние часы 5 июня. Его адвокаты наставивали на том, что убийц было несколько человек, ссылаясь  на тот факт, что убийства были совершены тремя разными видами оружия.
Кроме этого защита Купера предоставила суду ряд свидетелей, свидетельствующих о том, что в деле массового убийства существовали другие подозреваемые. Так  сотрудник бара «Canyon Corral», который был расположен недалеко от места преступления, свидетельствовал в суде о том,  что накануне убийств в баре находились трое неизвестных мужчин, которые не были в числе постоянных клиентов бара. Другой посетитель бара заявил о том, один из мужчин находился в состоянии сильного алкогольного опьянения и ему было отказано в обслуживании, после чего мужчины уехали без происшествий и больше не были замечены в округе. Свидетели заявили, что трое неизвестных были одеты в футболки светлых тонов, похожую на футболку со следами крови, которая была обнаружена на обочине дороги 7 июня 1983 года и которая по версии следствия принадлежала убийце. Футболка была продемонстрирована в суде, но свидетели не смогли ее опознать, как принадлежавшую тем неизвестным мужчинам. Также были предоставлены свидетельства того, что автомобиль с тем же номером, что и автомобиль Дугласа Райена был замечен в городе Коста-Меса представителем службы безопасности одного из мотелей, в то время как по версии следствия автомобиль был угнан Купером для поездки в Мексику. Свидетель на суде уточнил, что на автомобиле прибыли трое мужчин, которые 7 июня 1983 года устроили беспорядок в своем номере, после чего скрылись, оставив в номере следы крови и сломанную мебель.
Несмотря на массу  противоречивых данных и несостыковок в этом судебном процессе, включая отсутствие отпечатков пальцев Купера в доме где произошли убийства, 19 февраля 1985 года Кевин Купер вердиктом жюри присяжных заседателей был признан виновным по всем пунктам обвинения, на основании чего 15 мая 1985 года суд приговорил его к смертной казни. Во время оглашения приговора, Кевин Купер не проявил никаких эмоций. После оглашения приговора он пожал руку своему адвокату и был выведен из зала суда.

## В заключении
После осуждения для исполнения смертного приговора Купер был этапирован в камеру смертников тюрьмы Сан-Квентин, где он провел все последующие годы жизни. Оказавшись в тюрьме Купер не стал мириться со своим положением и продолжил борьбу за своё освобождение. Практически сразу после его осуждения возникли споры  о виновности Кевина и обоснованности его осуждения. В 1991 году команда его адвокатов подала апелляцию, которая была отклонена в мае 1991 года. Верховный суд штата Калифорния оставил в силе смертный приговор Куперу, отклонив его требование на новое судебное разбирательство, после чего судья Верховного суда округа Сан-Диего Хесус Родригес назначил дату казни Купера на 25 октября 1991 года несмотря на протесты одного из адвокатов Купера - Дэвида Негуса, который заявил, что подписание ордера не имело никакого практического эффекта, кроме как терроризирования Купера, так как его адвокаты к тому времени составили новый апелляционный документ, на основании чего предполагаемая казнь Купера будет отсрочена. В тот период, находясь в Сан-Квентине Купер занялся живописью. Администрация тюрьмы  разрешила ему продавать портреты Мэджика Джонсона, Майкла Джексона и других знаменитостей в общественном сувенирном магазине недалеко от главных ворот тюрьмы.
В последующие годы в связи с выявленными обстоятельствами, которые свидетельствовали о большой степени вероятности фальсификации полицией вещественных доказательств виновности Кевина Купера, в дальнейшие годы его адвокаты подали ещё ряд апелляций на основании следующих фактов:
- Пуговица с пятном крови, найденная в доме, где проживал Купер накануне убийств, была отделена от зелёной тюремной куртки, однако ряд свидетелей, в том числе персонал охраны тюрьмы «California Institution for Men» заявили что в день побега Купер был одет в тюремную куртку коричневого цвета. Один из офицеров полиции округа Сан-Бернардино спустя годы после суда свидетельствовал о том, что зеленую тюремную куртку и тюремную обувь он по приказу своего начальства взял из тюрьмы через два дня после массового убийства с целью фальсификации доказательств виновности Купера[34].

- Реагент «Люминол», с помощью которого в 1983 году был проведен судебно-медицинский анализ крови, также реагировал на следы отбеливателя. Поскольку предыдущий арендатор дома, где скрывался Купер в начале 1983 года дал показания на суде о том, что перед отъездом он вымыл полы комнат, душ и раковину с отбеливателем, адвокаты Купера ходатайствовали о том, что предполагаемые следы крови в доме - в действительности не являлись таковыми и могли иметь другое происхождение[35].

- Свидетели, которые заявили что топор, одно из орудий убийства, находился в доме, где скрывался Купер, сделали это только после разговора с Мэри Энн Хьюз, матерью Кристофера Хьюза. После обнаружения топора, ни один из них  во время предварительного расследования подобных заявлений ни сделал.

- Получив полный доступ к уголовному делу, защитники Купера обнаружили отчет об обнаружении отпечатков пальцев офицера полиции округа Сан-Бернардино Стивена Морана внутри дома, где скрывался Кевин Купер. Моран не принимал участия в расследовании и не имел права проводить обыск. По версии защиты Купера, Стивен Моран посетил дом с целью подброса улик виновности Купера за день до их официального обнаружения. После огласки этой информации, компрометирующей репутацию правоохранительных органов, Стивен Моран выступил с заявлением. Он отрицал факт своей причастности к фальсификации вещественных доказательств и заявил, что никогда не был в доме. В конечном итоге администрация офиса шерифа округа Сан-Бернардино не дала впоследствии никакого рационального объяснения этому инциденту[36].

- Во время судебного разбирательства прокуратура утверждала, что кровавый след, найденный на простыне кровати, и еще один отпечаток  за пределами дома Райена соответствовали размеру и типу кроссовок фирмы «Pro-Ked 'Dude», которые были выданы Куперу в тюрьме. Обвинение утверждало, что обувь была не доступна в розничной продаже и распространялась государством исключительно в исправительных учреждениях для нужд осужденных. Адвокаты Купера, однако, получили показания от заключенного по имени Джеймс Тейлор, который отбывал уголовное наказание совместно с Купером, и который заявил что перед побегом он передал Куперу обувь марки «PF Flyers» с отличным протектором на подошве от протектора на кроссовках фирмы «Pro-Ked 'Dude'». Также были предоставлены показания бывшего тюремного надзирателя Миджа Кэрролла, который свидетельствовал о том, что обувь, используемая в тюрьмах для заключенных, в действительности была широко доступна для населения в крупных торговых точках, например в магазинах компании «Sears». Дон Лак, руководитель компании «Stride Rite», также заявил о том, что обувь доступна для населения и ее можно было приобрести через каталог продукции товаров от его компании[37].

- При первоначальном осмотре автомобиля Дугласа Райена не было обнаружено сигаретных окурков, а сигареты и табак, найденные в доме, где скрывался Купер, не использовались в качестве улик. По мнению защиты, окурки были подброшены полицией с целью доказать причастность Купера к угону автомобиля и совершению массового убийства.

- На футболке, найденной на обочине дороги недалеко от места преступления, были обнаружены следы крови. Согласно результатам криминалистической экспертизы, кровь соответствовала группе крови Дугласа Райена и группе крови Кевина Купера, однако никто из предыдущих арендаторов дома, где скрывался Купер не смог опознать ее среди других предметов одежды, которые находились в доме[38].
- Через четыре дня после убийств женщина по имени Дайана Ропер вызвала заместителя шерифа округа Сан_бернардино и передала ему окровавленный комбинезон, который, по ее словам, оставил в доме в ночь совершения убийств ее гражданский муж, Ли Ферроу, который ранее отбывал уголовное наказание за совершение убийства. Ропер заявила, что Фэрроу был одет в коричневую футболку, которую она ему купила. Согласно свидетельствам женщины, после того как Ли вернулся домой и отдал ей окровавленный комбинезон, футболка среди его вещей отсутствовала. Прокуратура отклонила версию Ропер как неубедительную, так как женщина вела маргинальный образ жизни, после чего полиция уничтожила комбинезоны до того, как защита Купера когда-либо узнала об их существовании[39].
- В уголовном деле Купера имелся отчет, согласно которому кроме коричневой футболки, идентичной той, которую описала Диана Ропер, неподалеку была найдена еще одна футболка синего цвета с пятнами крови, которая также оказалась в списке вещественных доказательств. Однако впоследствии футболка синего цвета  вообще исчезла из числа вещественных доказательств[39].
- Уильям У. Бэрд, начальник криминалистической лаборатории округа шерифа Сан-Бернардино, дававший показания о результатах криминалистических экспертиз, в частности о результатах обнаружении кровавого отпечатка обуви Купера, в конце 1986 года был уволен из полиции за кражу наркотиков из камеры хранения вещественных доказательств, благодаря чему защитники Кевина купера заявили о том, что их подзащитный не получил справедливого судебного разбирательства[39].

В 2000 году губернатор штата Калифорния Грей Дэвис подписал законопроект, позволяющий осужденным ходатайствовать о проведении ДНК-экспертизы| при определенных условиях. Под давлением этих фактов, генеральная прокуратура штата Калифорния согласилась на основании ходатайств адвокатов Кевина Купера провести ДНК-тест пятен крови, которые по мнению следствия принадлежали настоящему убийце. Купер стал первым в истории штата Калифорния осужденным к смертной казни, который  добился проведения ДНК-экспертизы для установления факта невиновности.
Однако результаты ДНК-теста пятен крови на футболке, ДНК-теста пятна крови в доме Райена, которое не принадлежало ни одной из жертв, и ДНК-теста слюны, обнаруженной на сигаретных окурках -  показали полное соответствие ДНК-профилей предполагаемого убийцы и Кевина Купера, после чего дата казни Купера была назначена на 10 февраля 2004 года. В конце января того же года Купер обратился к Губернатору штата Калифорния Арнольду Шварценеггеру с просьбой отложить исполнение казни, но Шварценеггер отклонил его просьбу, заявив что вина Купера в совершении преступлений была доказана на судебном процессе. В этот период его адвокаты составили новый апелляционный документ и подали апелляцию в Апелляционный суд девятого округа США, апеллируя на том, что в ходе ДНК-теста пятен крови, на футболке была обнаружена большая концентрация  Этилендиаминтетрауксусной кислоты, которая применяется криминалистическими лабораториями как консервант для хранения образцов крови в пробирках с целью последующего их использования в разнообразных криминалистических экспертизах. Наличие консерванта вызывало сомнение в том, что кровь Кевина Купера присутствовала на футболке во время совершения массового убийства и доказывало большую вероятность того, что образец крови Купера был пролит на поверхность футболки позже в целях фальсификации доказательств.
На основании этого, решением Апелляционного суда девятого округа США, дата исполнения смертной казни была отсрочена за несколько часов до ее исполнения, что было подтверждено через несколько часов решением Верховного суда США. Купер получил известие о решении Верховного суда в тот момент, когда его руку подготавливали для введения смертельной инъекции и он получил разрешение исповедоваться у тюремного капеллана. Вероятность лжесвидетельства и подтасовки фактов в суде привели общественность к объективному мнению, что Купер не получил справедливого суда и в отношении него было ярко выражено проявление расовой сегрегации. В этот период команда адвокатов Купера провела агрессивную кампанию в его защиту, благодаря чему из-за массовой огласки сторонниками невиновности Купера стали многие известные общественные деятели, такие Ленни Дэвис, бывший специальный советник в администрации Билла Клинтона, актеры Шон Пенн, Ричард Дрейфус, Дензел Вашингтон, бывший боксер Рубин Картер, который получил широкую известность, став жертвой ложного обвинения в тройном убийстве, в результате которого провел в тюрьме 19 лет, и известный борец за права чернокожих Джесси Джексон, который специально приехал в Калифорнию, чтобы выразить свою позицию по вопросу виновности Купера на радиошоу и массовых протестах.
После отмены исполнения казни, адвокаты Купера подали ходатайство о проведении повторного ДНК-теста пятен крови и о проведении  ДНК-теста прядей светлых волос с корнями, которые были обнаружены в руке одной из жертв убийства 10-летней Джессики Райен, которые по версии следствия девочка выдернула из головы убийцы. Джон Кочис, прокурор округа Сан-Бернардино, который был одним из обвинителей на судебном процессе Купера в свою очередь заявил, что попытки адвокатов спасти жизнь Купера основаны на доказательствах, уже заслушанных и отклоненных присяжными и апелляционными судами в прошедшие годы.
В августе 2004 года был проведен ДНК-тест 13 волос светлого цвета, обнаруженных на руках Джессики Райен, на руках ее отца  и на руке Кристофера Хьюза. Адвокаты Купера рассчитывали, что обнаружение волос, которые не принадлежат Куперу будет достаточным основанием для того, чтобы отменить смертный приговор их подзащитному и для назначения нового судебного разбирательства, во время которого будет сделан ДНК-тест биологических жидкостей двух других мужчин, которые могли быть причастны к убийствам.  Результаты экспертизы были признаны неубедительны, но показали высокую вероятность, что  волосы принадлежали жертвам убийств, а не убийце. Результаты теста  были отправлены  генеральному прокурору штата Калифорния, адвокатам Купера и в окружной суд округа Сан-Диего, который постановил  что полученные данные не подтверждают теорию непричастности к убийствам Кевина Купера.
После этого адвокаты Купера подали ходатайство о проведении криминалистической экспертизы пятен крови на футболке для установлении концентрации этилендиаминтетрауксусной кислоты в них, которое было удовлетворено. Экспертиза была проведена выбранным Купером  доктором Баллардом, но по результатам экспертизы не было выявлено повышенного уровня этилендиаминтетрауксусной кислоты. Результаты экспертизы  были снова отправлены  генеральному прокурору штата Калифорния, адвокатам Купера и в окружной суд округа Сан-Диего, который постановил что теория защиты Купера о вскрытии пробирки с образцом его крови и последующего нанесения крови на вещественные доказательства не подтверждается. В этот же период было установлено, что пробирка с кровью Купера подвергалась вскрытию экспертом-криминологом Дэниелом Грегонисом  без информирования адвокатов Купера за 24 часа до отправки образца для последующего ДНК-тестирования. Инициалы Грегониса были на пробирке вместе с датой вскрытия, что являлось обязательным условиям при проведении лабораторных исследований. На основании этого факта Адвокаты Купера составили новый апелляционный документ, апеллируя на том факте  что именно Грегонис пролил кровь Купера на улики и другие вещественные доказательства. После изучения тестов и заслушивания показаний 42 свидетелей главный окружной судья округа Сан-Диего  Мэрилин Хафф заявила в 2005 году, что существуют неопровержимые доказательства того, что Кевин является виновным в этих убийства и обвинительный приговор должен оставаться в силе. Его адвокаты составили новую апелляцию, которая была отклонена в 2007 году. Однако один из судей апелляционного суда девятого округа США по имени Уильям Флетчер написал 100-страничное несогласие под названием «Штат Калифорния может казнить невиновного человека», которое полностью было одобрено четырьмя его коллегами.
В Августе 2010 года секретарь губернатора Калифорнии по правовым вопросам  уведомил адвокатов Кевина Купера и четырех других приговоренных к смертной казни о том, что они исчерпали возможности подачи апелляций, после чего адвокаты Купера в декабре того же года подали второе прошение о помиловании губернатору Арнольду Шварценеггеру, ссылаясь на доказательства невиновности Купера и неправомерное поведение прокуратуры, которое было выявлено с января 2004 года. 2 января 2011 года Шварценеггер в письме адвокатам Купера написал о том, что рассмотрение прошения о помиловании заслуживает тщательного и внимательного изучения и займет более двух недель внимания, но впоследствии прошение было отклонено. 12 сентября 2015 года «Межамериканский суд по правам человека» заявил о том, что права человека Купера были нарушены во время его судебного преследования, вынесения приговора и последующих апелляций апелляций. В Ноябре 2015 года коллегия из трех судей Апелляционного суда девятого округа отменяет постановление 2014 года о неконституционности системы смертной казни в Калифорнии, что позволяет возобновить казни в штате. 17 февраля 2016 года адвокаты Купера Норман Хайл и Дэвид Александр подают прошение о помиловании Губернатору Калифорнии Джерри Брауну с просьбой приостановить казнь Купера и начать независимое расследование по делу. В своем прошении адвокаты Купера указали на выявленные факты  коррупции в департаменте шерифа Сан-Бернардино, которая достигла своего пика в 1980-е годы. Как они отметили в своем прошении, шериф Флойд Тидвелл, возглавлявший расследование на месте преступления, более двух десятилетий спустя, в мае 2004 года, признал себя виновным в краже более 500 единиц оружия из комнат для сбора вещественных доказательств, а  Уильям Бэрд, глава криминалистической лаборатории департамента, давший показания по поводу следов обуви, был уволен через год после осуждения Купера за кражу героина из камеры хранения вещественных доказательств. В свою очередь, Дэвид Стоквелл, заместитель шерифа, признал, что, как утверждают адвокаты Купера, возможно, что до 70 человек было допущено к месту преступления в первые 24 часа после обнаружения тел жертв, но он оспорил любые предположения о том, что полиция подбросила улики и сфальсифицировала вещественные доказательства ссылаясь на тот факт, что огромное количество сотрудников правоохранительных органов на месте происшествия снижало вероятность возникновения заговора с целью подставить Купера. Также адвокаты обратили внимание Губернатора Калифорнии на наличие других подозреваемых. Из-за общественной огласки дела Купера, в штате Калифорния начались сразу несколько журналистских расследований, в ходе которых местонахождение другого подозреваемого Ли Ферроу было установлено. В интервью телеканалу «CBS» он заявил, что не имеет к этому массовому убийству никакого отношения, после чего повторил это в интервью газете «The New York Times» в начале 2018 года.
В декабре 2018 года Джерри Браун незадолго до того, как оставить должность своим указом постановил провести новый анализ ДНК по делу Купера. Адвокаты Купера связались с Ли Ферроу, который согласился предоставить образец крови для проведения ДНК-теста с целью доказать свою непричастность к совершению убийств. Результаты ДНК-тестирования были признаны неубедительными. Криминалистам не удалось извлечь ДНК с пятен крови на футболке. Основной причиной было объявлено нарушение правил хранения вещественных доказательств, в результате чего футболка пришла в негодность. Профиль ДНК был восстановлен из тканей полотенца, которым по версии следствия вытирал руки убийца после совершения убийств, но он не соответствовал генотипическим профилям ДНК Купера и Фэрроу. Одна из пробирок, содержащих кровь которую оставил по версии следствия убийца - оказалась пуста,  в то время как в другой из образца крови был обнаружен неизвестный ДНК-профиль , который не соответствовал ни Куперу, ни Ферроу, ни жертвам, вследствие чего прокуратура округа Сан-Бернардино заявила что образец поврежден и извлечение из него ДНК невозможно.
В июне 2019 года Кевина Купера посетила в камере смертников тюрьмы Сан-Квентин американская звезда реалити-шоу, актриса и фотомодель Ким Кардашьян, которой в мае 2018 года удалось убедить Президента США Дональда Трампа помиловать  63-летнюю Элис Мери Джонсон, которая провела в тюрьме более 20 лет за совершение преступления, не связанное с насилием отбывая при этом пожизненное лишение свободы. После встречи с Купером Кардашьян опубликовала совместные с ним фотографии в социальных сетях и использовала свою обширную платформу в социальных сетях с целью поддержки Купера заявляя о его невиновности.
В марте 2019-го того новый Губернатор штата Калифорния Гэвин Ньюсом подписал указ о введении моратория на исполнения смертных приговоров в штате Калифорния. На тот момент в камере смертников тюрьмы Сан-Квентин находилось 737 осужденных.
В мае 2021 года Гэвин Ньюсом  приказал провести всеобъемлющее независимое расследование дела Кевина Купера. Губернатор заявил, что своим распоряжением назначил международную юридическую фирму «Morrison and Foerster» специальным советником Государственного совета по слушаниям об условно-досрочном освобождении при проведении расследования. Это расследование является ответом на находящееся на рассмотрении заявление Купера к губернатору о помиловании. Ньюсом подчеркнул, что во время расследования следствие рассмотрит факты, лежащие в основе обвинительного приговора и все другие косвенные доказательства как причастности Купера к совершению убийств так и причастности к этому других лиц. Также он заявил что будет проведен ряд новых ДНК-тестирований.  Представители прокуратуры округа Сан-Бернардино раскритиковали Ньюсома за игнорирование выводов присяжных заседателей в уголовном процессе над Купером и за игнорирование результатов различных криминалистических экспертиз, подтверждающих его вину. В свою очередь Гэвин Ньюсом заявил, что не занимает никакой позиции относительно виновности или невиновности Купера.